# Diego Giacometti
Pour les articles homonymes, voir Giacometti.
 (janvier 2022).
Si vous disposez d'ouvrages ou d'articles de référence ou si vous connaissez des sites web de qualité traitant du thème abordé ici, merci de compléter l'article en donnant les références utiles à sa vérifiabilité et en les liant à la section « Notes et références ».
Diego Giacometti, né le 15 novembre 1902 à Borgonovo (Stampa, canton des Grisons) et mort le 15 juillet 1985 à l'hôpital américain de Paris à Neuilly-sur-Seine, est un sculpteur et designer suisse, frère cadet d'Alberto Giacometti.

## Jeunesse et formation
Diego Giacometti est né en Suisse, à Borgonovo en 1902, village proche de la frontière italienne dans la vallée de Bregaglia. Fils du peintre Giovanni Giacometti, frère d'Alberto Giacometti, il grandit dans une atmosphère familiale protégée, chaleureuse et conviviale parmi les animaux de leur ferme. En 1904, la famille s'établit à Stampa, dans le canton des Grisons.
Après des études de commerce à Bâle et à Saint-Gall, il rejoint à vingt-cinq ans, sur les conseils de sa mère Annetta, son frère Alberto à Paris. Alberto Giacometti est alors élève du sculpteur Antoine Bourdelle à l'Académie de la Grande Chaumière. Les trois fils Giacometti s'orientent vers les arts plastiques : Alberto et Diego vers la peinture et la sculpture, et Bruno (1907-2012) vers l'architecture.

## Alberto et Diego
La collaboration de Diego avec Alberto fut si étroite qu'il est parfois difficile de dissocier le travail de Diego de celui d'Alberto, de treize mois son aîné, chacun faisant preuve d'une grande dextérité dans la réalisation de ses propres œuvres. Les frères Giacometti conserveront le même atelier de sculpteur, 46, rue Hippolyte-Maindron, à Paris, jusqu'à la fin de leur vie et exécuteront les commandes d'une clientèle aisée, raffinée et cultivée comme les Maeght ou les Noailles.
C'est durant la guerre que Diego Giacometti réalisa ses premières sculptures d'animaux ; elles orneront régulièrement ses meubles, comme la Table arbre à la souris qui appartint à la collection du professeur Jean-Paul Binet, éminent chirurgien, mécène et grand ami et inspirateur de Diego Giacometti. Sa fascination pour le règne animal est liée à l'univers mythologique et onirique de son enfance.

## L'œuvre de Diego Giacometti
Ses sculptures sont parfois liées à une motivation pittoresque ou amusante.
L'Autruche par exemple doit son existence au fait qu'un ami de Diego, le professeur Jean-Paul Binet, ne sachant pas quoi faire d'un œuf d'autruche, l'a confié à Diego qui l'a intégré naturellement à l'intérieur d'une autruche imaginée par lui. L'art animalier étant extrêmement riche, Diego Giacometti aime à représenter aux côtés des animaux plus familiers, les animaux qui symbolisent la force, la puissance, la beauté, telles ses têtes de lion, de loup, ou le cheval.
Il utilise le bronze, un matériau qui permet de travailler son sujet avec minutie, ceci grâce à son élasticité. Ces animaux requièrent une technique de fonte spécifique, souvent coûteuse comme la technique à la cire perdue. Le désir de renouer avec la haute qualité des meilleures productions du passé incitera celui qui fut surnommé l'as des patines à contribuer tout au long de sa vie à célébrer les animaux avec cette dextérité qui a fait sa renommée.
Après la disparition d'Alberto en 1966, Diego redouble de travail, réalisant d'importants travaux pour des décorateurs de renom comme Georges Geffroy, Henri Samuel, ou encore des ensembles mobiliers dans des lieux publics exceptionnels, la Fondation Maeght à Saint-Paul-de-Vence, le musée Marc-Chagall à Nice, ou encore la commande monumentale du musée Picasso installé dans l'Hôtel Salé à Paris. Ce n'est qu'à partir de la mort d'Alberto que Diego connaît la célébrité. Dans le Figaro du 13 septembre 2007, Patrick Grainville commente ainsi cette notoriété tardive : « C'est l'Adam d'un éden d'animaux familiers, de fantaisies végétales qu'il sculpte et dont on ne reconnaîtra pleinement la poésie qu'après la mort de l'aîné. » 
Il disparaît en juillet 1985.
Le Chat maître d'hôtel a été commandé par Aimé Maeght pour donner à manger aux oiseaux dans une volière au sein de sa fondation à Saint-Paul-de-Vence. Alberto Giacometti a dessiné de profil et de face un félin et Diego l'a sculpté, confirmation si besoin était de l'étroite collaboration entre les deux frères. La Bibliothèque dite Au Mexique se nomme ainsi car elle se trouve en effet au Mexique.

## Quelques-unes de ses œuvres
- Deux consoles et deux fauteuils, musée Tavet-Delacour, à Pontoise.
- Donation majeure du fonds d'atelier (plus de 500 éléments de travail) faite par ses héritiers en 1986 au musée des arts décoratifs de Paris, après l'exposition qui lui a été consacrée.

## Expositions
- Diego Giacometti au musée Picasso, Musée national Picasso-Paris, 2018, organisée par François Dareau et Virginie Perdrisot, 2018
- Rétrospective, Musée des arts décoratifs, Paris, 1986, organisée par Daniel Marchesseau